# El Hamouti Mohand Elkhadir
El Hamouti Mohand Elkhadir (en amazic: ⴰⵃⴰⵎⵓⵟⵉ ⵎⵓⵃⴰⵏⴷ ⵏ ⵔⵅⴰⴹⴰⵔ; Beni Ensar, 1 de febrer de 1936 – probablement Algèria, 1964), conegut com a El soldat africà, fou un marroquí empresari, combatent i diplomàtic, conegut pel seu suport logístic i polític a diversos moviments de lliberació nacional del nord d'Àfrica. Va destacar com a coordinador de l'Exèrcit d'Alliberament Nacional al Rif i com a finançador i col·laborador de la Revolució algeriana.

## Origen i primers anys
Nascut a Beni Ensar, a la regió del Rif, pertanyia al clan Hamuti de la fracció Mazzoja, dins de la tribu de Guelaya. Fill d'una família de comerciants, el seu pare, Khader Muhand u Hamou, Introduïa mercaderies des de Melilla cap a l'interior del país.
De ben jove, El Hamouti es va vincular a activitats anticolonials i va adoptar una postura marcadament panafricanista i antiimperialista.

## Activitat revolucionària
Durant la dècada del 1950, compaginà la seva activitat empresarial amb la lluita armada. S'uní a l'Exèrcit d'Alliberament Marroquí i organitzà operacions militars i logístiques contra les autoritats colonials.
La seva residència a Beni Ensar actuà com a centre d'acollida per a dirigents del FLN com Ahmed Ben Bella, Mohamed Boudiaf, Houari Boumédiène i Abane Ramdane. També utilitzà els seus vaixells –com el Victoria i els Mirlo I i II– per transportar armes des de Melilla cap a Algèria.
A més, participà en missions diplomàtiques internacionals a Europa i al Pròxim Orient, cercant suport per a les causes d'alliberament del Magrib.

## Coordinació al Rif
El Hamouti es convertí en un dels principals coordinadors de l'Exèrcit d'Alliberament al Rif, responsable de la logística d'armes, la comunicació entre fronts i l'enllaç amb el moviment algerià.

## Desaparició
Després de la independència d'Algèria el 1962, va tornar breument al Marroc. Amb l'inici de la Guerra de les Arenes (1963), viatjà novament a Algèria per tal de mediar, però desaparegué en territori algerià el 1964 en circumstàncies no aclarides. Diverses fonts apunten a un possible assassinat polític.

## Llegat
La seva figura ha estat progressivament reivindicada per sectors historiogràfics del Rif, del Marroc i d'Algèria, que el consideren un símbol de la lluita anticolonial i de la solidaritat intermagrebina.